# Sayragul Sauytbay
Sayragul Sauytbay (tiếng Kazakh: Сайрагүл Сауытбай) là một bác sĩ, giáo viên và người thổi còi cho người Trung Quốc Kazakh. Là một cựu đảng viên Đảng Cộng sản Trung Quốc, bà trốn khỏi Trung Quốc vào năm 2018 và tố giác về các Trại cải tạo Tân Cương, trở thành một trong số những người đầu tiên làm nhân chứng về các hành vi đàn áp người Hồi giáo ở Tân Cương. Thụy Điển sau đó đã trao cho bà quy chế tị nạn và bà cũng chuyển về sống ở Thụy Điển sau đó.
Bà được trao Giải quốc tế cho Phụ nữ dũng cảm vào năm 2020.

## Tiểu sử

### Trung Quốc
Sayragul chào đời năm 1977 tại Ili thuộc Tân Cương. Bà lập gia đình với Uali Islam, và có hai con, một trai và một gái.
Sau khi kết thúc đại học, bà trở thành một bác sĩ, giáo viên và chủ nhiệm ở một số trường nhỏ. Vào năm 2016, gia đình bà có ý định nhập cư vào Kazakhstan, nhưng bị giới chức Trung Quốc ngăn cản. Bà liền được giao việc là phải dạy cho những người Hồi giáo tại các Trại cải tạo Tân Cương, bao gồm cả những người Kazakh (ước tính khoảng 2,500 người trong một trại của bà) bị giam giữ ở đây. Dù được giao công việc với tư cách giáo viên, bà cũng phải đối mặt với các hình thức tra tấn ở trong trại, bao gồm cưỡng hiếp tập thể và đánh đập, với tư cách là người chứng kiến cũng như bị tra tấn.
Vào hè năm 2016, gia đình bà đã rời Trung Quốc thành công để đến Kazakhstan và một năm sau đó thì nhập tịch Kazakhstan. Giới chức Trung Quốc đã nổi giận sau khi đã cảnh báo bà là gia đình bà buộc phải trở lại Trung Quốc; sau đó, hộ chiếu của bà đã bị tịch thu và giới chức Trung Quốc nói rằng bà sẽ "không bao giờ rời khỏi Trung Quốc được nữa", cùng với bản án giam trong các trại tập trung trong nhiều năm tới. Cùng với đó, bà cũng bị buộc tội phản quốc và làm gián điệp cho Kazakhstan. Đối diện với nguy cơ bị trả về các trại tập trung mà bà có thể phải trả giá bằng mạng sống, bà lén rời khỏi Trung Quốc vào tháng 3 năm 2018.

### Kazakhstan
Bà vượt biên khỏi Trung Quốc vào Kazakhstan trong ngày 5 tháng 4 năm 2018 với giấy tờ giả, và bị bắt giữ bởi giới chức tình báo Kazakhstan vào ngày 21 tháng 5 do sức ép từ Trung Quốc. Vào ngày 13 tháng 7, bà ra tòa tại Zharkent với cáo buộc vượt biên trái phép và đối mặt với mức án phạt $7,000 và một năm tù. Trong khoảng thời gian đối chất với tòa, bà tiết lộ một loạt các thông tin về những trại tập trung hà khắc của Trung Quốc, cũng như các hình thức tra tấn của giới chức Bắc Kinh, đồng thời kêu gọi giới chức Kazakhstan không trả bà về Trung Quốc bởi những thông tin bà tiết lộ là bí mật quốc gia của Trung Quốc, đồng nghĩa với án tử hình nếu bà bị trục xuất về Trung Quốc, một điều mà luật sư bào chữa cho bà cũng nhắc tới. Vụ việc của bà trở thành đề tài tâm điểm ở Kazakhstan do quan hệ Kazakhstan-Trung Quốc và chính phủ Kazakhstan phải đối mặt với tình thế là không thể đảm bảo quyền tị nạn của người Kazakh hoặc chọc giận người láng giềng khổng lồ phía đông. Một số nhà hoạt động người Kazakh đã coi bà là người hùng do đã nói lên về các cuộc đàn áp người Hồi giáo ở Tân Cương. Trong khi Trung Quốc không lên tiếng, người thân của Sayragul được thông báo là bị giới chức Trung Quốc bắt giam vào các trại tập trung, bà cho rằng mục đích là buộc bà phải im lặng.
Vào ngày 1 tháng 8, bà được thả tự do với sáu tháng tù treo và bị cảnh sát tra hỏi thường xuyên. Bà cũng luôn bị hạch sách bởi những đe dọa tới gia đình bà. Bà mong muốn được tị nạn ở Kazakhstan cũng như được tham gia vào Cao ủy Liên Hợp Quốc về người tị nạn. Tuy nhiên, chính phủ Kazakhstan quyết định từ chối quyền tị nạn của bà vì lý do vượt biên bất hợp pháp, nhưng chấp nhận cho bà tị nạn ở một quốc gia khác.

### Thụy Điển

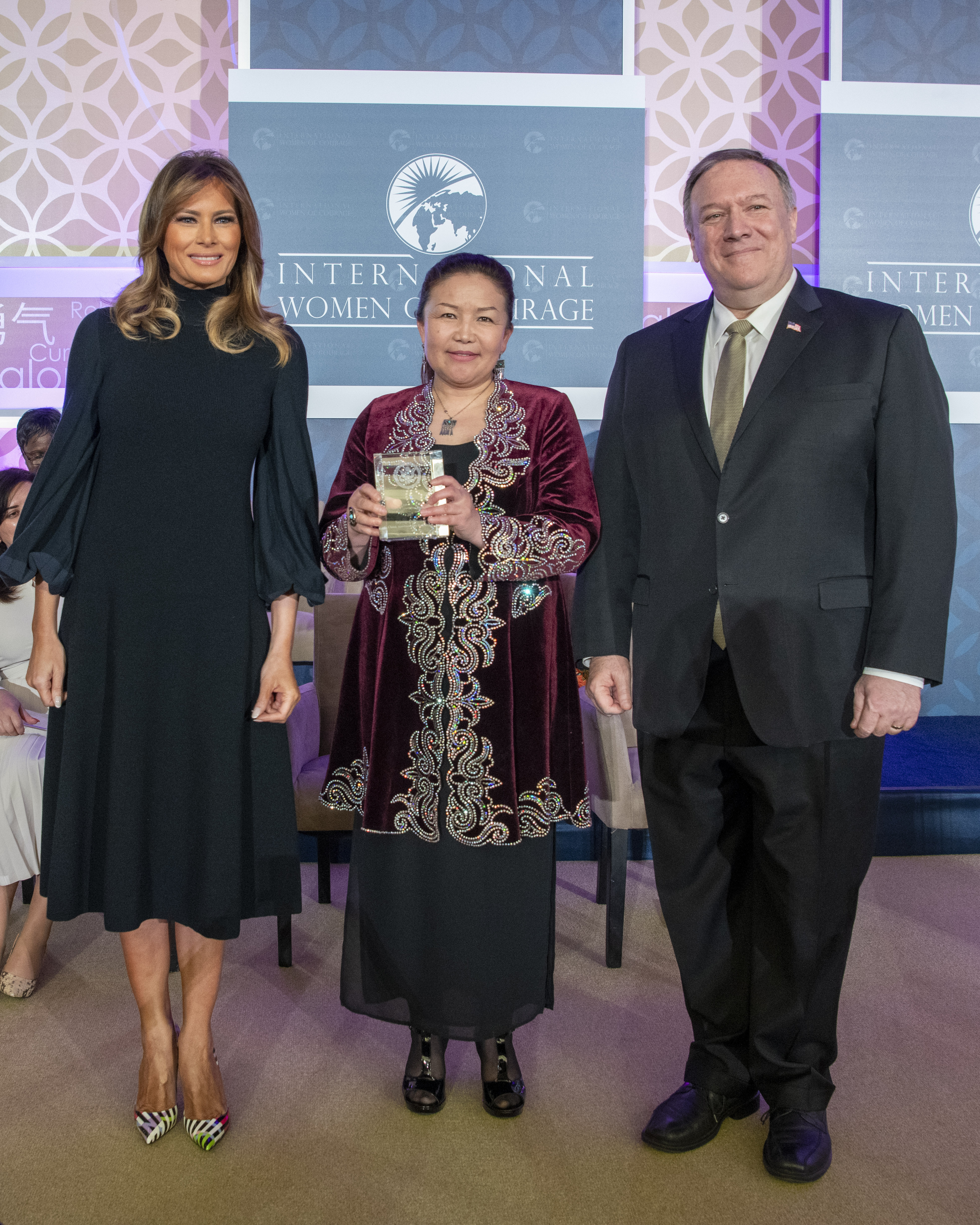
Mike Pompeo trao giải IWOC cho bà Sayragul Sauytbay (Melania Trump đứng ở bên trái)

Bà lánh nạn sang Thụy Điển vào ngày 2 tháng 6 năm 2019. Vào năm 2020, bà được trao Giải quốc tế cho Phụ nữ dũng cảm. Giữa năm 2020, một cuốn sách tiếng Đức, Die Kronzeugin, viết bởi Alexandra Cavelius, được ra mắt dựa trên câu chuyện của bà. Bản tiếng Anh, với tựa đề The Chief Witness: Escape from China's Modern-day Concentration Camps, được dịch năm 2021 bởi Scribe. Cuốn sách cũng nhắc đến các âm mưu bành trướng và mở rộng lãnh thổ, cũng như kế hoạch thôn tính châu Âu của Trung Quốc.
Trong năm 2020, bà nói rằng Trung Quốc đang tìm cách hạch sách bà, sử dụng các cuộc gọi đe dọa tính mạng. Trong năm 2021, bà cũng nói rằng bà không thể liên lạc được với người thân ở Trung Quốc do họ bị theo dõi.
Đầu năm 2021, bà giành giải thưởng Nhân quyền Quốc tế Nuremberg. Do Đại dịch COVID-19, bà phải chờ tới tháng 5 năm 2022 để nhận giải.